# Deanna Russo
Deanna Russo (* 17. října 1979, New Jersey, USA) je americká herečka, producentka a režisérka. Je známá ze seriálu Knight Rider – Legenda se vrací jako Sarah Graiman (Sára Graimanová).

## Filmografie
- 2010
  - Worst Friends
- 2008–2009
  - Knight Rider – Legenda se vrací - role: Sarah Graiman
- 2008
  - Zbloudilé duše
- 2007, 2010
  - Mladí a neklidní
- 2007
  - Jak jsem poznal vaši matku
  - Námořní vyšetřovací služba
- 2006
  - Kriminálka New York
- 2005
  - Kriminálka Las Vegas
- 2003
  - Čarodějky
- 2001
  - Noah Knows Best